# Strindberg (cràter)
Strindberg és un cràter d'impacte en el planeta Mercuri de 189 km de diàmetre. Porta el nom de l'escriptor suec August Strindberg (1849-1912), i el seu nom va ser aprovat per la Unió Astronòmica Internacional el 1979.